# Hervormde kerk (Zonnemaire)
De Hervormde kerk is een neogotisch kerkgebouw in de plaats Zonnemaire in de Nederlandse provincie Zeeland. De kerk, gelegen aan Professor Zeemanstraat 2, werd gebouwd in 1867-1868 en verving een oudere kerk uit de vijftiende eeuw. De preekstoel en het orgel in de kerk zijn beschermd als rijksmonument.

## Geschiedenis
In de vijftiende eeuw werd in Zonnemaire een parochie gesticht waarvan de eerste vermelding dateert uit 1442. In 1445 wordt voor het eerst melding gemaakt van een kerkgebouw, gewijd aan Beata Maria de Dolore (de gelukzalige Maria van Smarte). Het was een dochterkerk van de kerk in Dreischor. Voor of in 1584 werd het kerkgebouw in gebruik genomen door de protestanten. In datzelfde jaar kreeg de kerk een eigen predikant, Christoffel van de Bulcke, die eerst in Axel had gepreekt, maar was gevlucht voor de Spaanse bezetting van Zeeuws-Vlaanderen.

## Nieuwbouw
In de negentiende eeuw had de hervormde gemeente een gezonde financiële situatie, dankzij relatief veel bezittingen. De kerktoren was echter in bezit van de burgerlijke gemeente, maar de kerkvoogdij was wel verantwoordelijk voor het onderhoud. In 1865 kwamen de eerste gedachtes naar voren om een nieuwe kerk te bouwen, omdat de oude kerk niet meer voldeed. In februari 1866 werd binnen de kerkvoogdij naar voren gebracht dat de kerk in een relatief slechte staat verkeerde. Ook verkeerde de torenspits in een slechte staat zodat plannen werden gemaakt om de spits te vervangen. Aanvankelijk werden de kosten van herstel geraamd op 8.000 gulden. Hiertegenover werd de optie voor nieuwbouw geplaatst waarvan de kosten werden geraamd op 17.000 gulden. 
Architect Johannes Cornelis Bellingwout (1831-1904) werd gevraagd een ontwerp te maken voor een nieuwe kerk. Een tweede ontwerp werd geleverd door bouwkundige W.H. Kam, zoon van de predikant in het nabijgelegen Dreischor. Op 20 juli 1866 werden de voorstellen beoordeeld door de kerkvoogdij. De geraamde kosten waren ondertussen gestegen naar 25.000 gulden, maar dit leidde nauwelijks tot bezwaren tegen nieuwbouw. Het ontwerp van Bellingwout werd verkozen en op 26 september 1866 vond de aanbesteding plaats voor afbraak van de oude, en bouw van de nieuwe kerk, alsmede het verhogen van de toren.

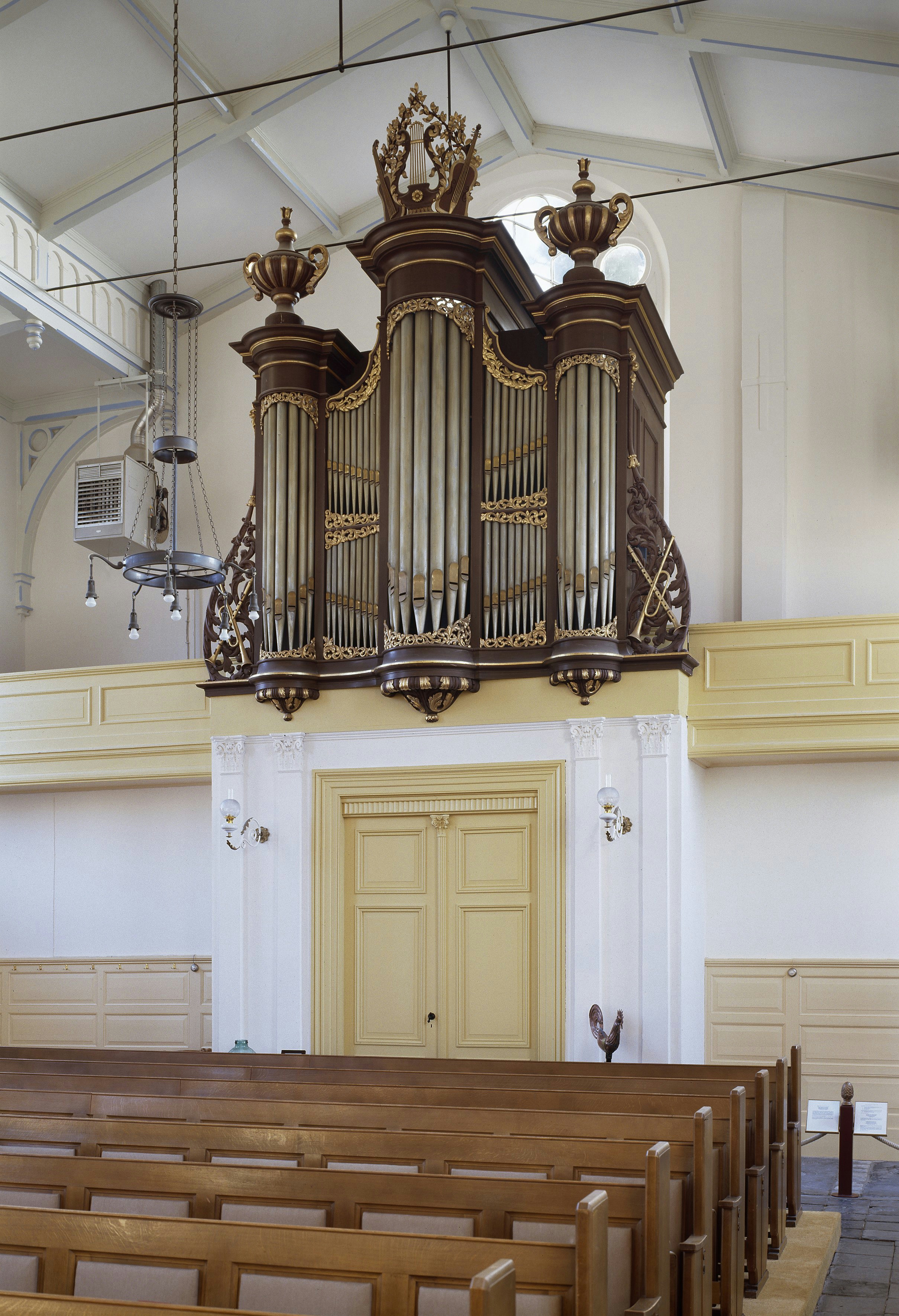
Een deel van het interieur met orgel in 2005.

Timmerman L. Geers uit Zierikzee was de laagste inschrijver met 26.200 gulden. Dit was meer dan het beraamde bedrag en uiteindelijk was Geers bereid om de bouw aan te nemen voor 25.500 gulden, maar wilde geen gebruik maken van de lokale ambachtslui. In oktober werd opnieuw vergaderd, waarbij bleek dat de lokale ambachtslui voor 26.000 gulden de bouw wilden aannemen. Geers voerde nog een verlaging door naar 25.400 gulden, maar metselaar C. Timmerman uit Zierikzee bood 25.375 aan. Met de hoop dat hij wel de lokale ambachtslui aan het werk wilde stellen werd hem het werk gegund. Eerst werd een tijdelijke houten loods gebouwd om daar de kerkdiensten in te houden zolang de nieuwe kerk nog niet kon gebruikt worden. De afbraak en de legging van een nieuw fundament verliep spoedig en op 24 april 1867 werd de eerste steen van de nieuwe kerk gelegd door burgemeester en ambachtsheer Jakob Moolenburgh.
In de originele plannen was beraamd om het onderste deel van de toren te laten staan, maar onderzoek wees uit dat ook dit deel van de toren zich in een slechte staat verkeerde. Door de afbraak van de kerk waren de muren van de toren ontzet. De kerkvoogdij vatte het plan de toren volledig te slopen en een spits op het kerkdak te plaatsen, maar dit leverde weerstand op van architect Bellingwout. Op 13 juni werd besloten alsnog het onderste deel van de toren te herstellen en verder nieuw op te bouwen tot 2,5 meter boven het dak en daarop de spits te plaatsen. Hier was de toenmalige dominee Zeeman op tegen. De lage toren zou lelijk staan bij de kerk en hij vond dat de originele hoogte van 4,75 meter boven het dak aangehouden moest worden. Hierin vond hij aanvankelijk geen bijval van de kerkvoogdij, maar in augustus werd alsnog besloten de originele hoogte aan te houden.

## Ingebruikname
Op 19 april 1868 werd het nieuwe kerkgebouw in gebruik genomen. De totale kosten bedroegen uiteindelijk 30.371,83½ gulden voor de bouw van de kerk en nog 330 gulden voor het schilderen van het interieur. Enkele zaken uit de oude kerk waren behouden gebleven en geïntegreerd in de nieuwe kerk, waaronder de preekstoel (ca. 1780), de kanselbijbel (1737), de luidklok (1525), de haan op de torenspits en daarnaast bleef de consistorie (ca. 1750-1800) in gebruik. In 1871 werd een orgel besteld bij de Amsterdamse orgelbouwer Pieter Flaes voor 3.600 gulden. Op 7 januari 1872 werd het in gebruik genomen.
In 1955 werd de oude consistorie gesloopt en vervangen door een nieuw gebouw. In 1997 werd met een renovatie van het interieur gestart die enkele jaren zou duren. Rond 2000 werden de kerkbanken vervangen door voormalig banken uit de Rotterdamse Laurenskerk. Het orgel werd kort daarop gerestaureerd door Elbertsen Orgelmakers uit Soest, in 2008-2009. In 2015 werd de toren gerestaureerd.
Tot 1971 had de hervormde gemeente van Zonnemaire een eigen predikant. In 1973 werd de gemeente gecombineerd met die van het nabijgelegen Brouwershaven. Tussen 1989 en 2005 werden Dreischor en Noordgouwe aan deze combinatie toegevoegd en werd bekend als 'streekgemeente de Gouwe'. Samenvallend met de overgang van de Hervormde Kerk in de Protestantse Kerk in Nederland werd de gemeente van Zonnemaire weer zelfstandig met een parttime predikant.